# Turbomeca Aubisque
Turbomeca Aubisque byl malý turbodmychadlový motor vzniklý 60. letech 20. století u francouzské společnosti Turbomeca, který své jediné uplatnění nalezl u švédského vojenského cvičného letounu Saab 105. Švédské ozbrojené síly mu přidělily označení RM9, označení výrobce nesl podle pyrenejského průsmyku Aubisque, v souladu s tradičním systémem značení motorů firmy Turbomeca.
Pro Saab 105 bylo původně plánováno užití staršího turbokompresorového motoru Turbomeca Marboré, ale Saab požádal o pohonnou jednotku s větším tahem a společnost Turbomeca nabídla turbodmychadlový Aubisque, který vyvinula z turbovrtulového motoru Bastan. 
Motoru Aubisque vzniklo okolo 300 exemplářů, které sloužily jako pohonné jednotky Saabů 105 Flygvapnetu do poloviny 90. let 20. století, kdy byly u zbývajících strojů nahrazeny motory Williams FJ44 (RM 15).

## Použití
- Saab 105

## Specifikace
Údaje podle

### Technické údaje
- Typ: turbodmychadlový motor s nízkým obtokovým poměrem
- Délka: 2 067 mm
- Průměr: 564 mm
- Suchá hmotnost: 243 kg

### Součásti
- Kompresor: dmychadlový stupeň s reduktorem, jednostupňový axiální kompresor; následovaný jednostupňovým radiálním
- Spalovací komora: prstencová
- Turbína: dvoustupňová

### Výkony
- Maximální tah: 6,9 kN (1 543 lbf) při 32 500 otáčkách za minutu
- Kompresní poměr: 6,9:1
- Průtok vzduchu: 22,25 kg/s
- Spotřeba paliva:  420 kg/h
- Poměr tah/hmotnost: 0,062 kN/kg